# Saba Goglichidze
Saba Goglichidze (Kutaisi, 25 de junio de 2004) es un futbolista georgiano que juega en la demarcación de defensa para el Udinese Calcio de la Serie A.

## Selección nacional
Tras jugar en las categorías inferiores de la selección finalmente el 7 de septiembre de 2024 hizo su debut con la selección de Georgia en un partido de la Liga de Naciones de la UEFA 2024-25 contra República Checa que finalizó con un resultado de 4-1 a favor del combinado georgiano tras los goles de Khvicha Kvaratskhelia, Giorgi Chakvetadze, Georges Mikautadze y Giorgi Kochorashvili para Georgia, y de Lukáš Kalvach para República Checa.

## Clubes
| Club               | País    | Año       | Partidos | Goles |
| ------------------ | ------- | --------- | -------- | ----- |
| FC Torpedo Kutaisi | Georgia | 2021-2023 | 32       | 0     |
| Empoli F. C.       | Italia  | 2024-2025 | 36       | 0     |
| Udinese Calcio     | Italia  | 2025-     |          |       |